# ElDiario.es
elDiario.es è un quotidiano online con sede in Spagna. Fondato nel 2012 e pubblicato solo in spagnolo, il sito è  disponibile dal 18 settembre 2012. eldiario.es è gestito da Ignacio Escolar, un giornalista che è stato il primo direttore del giornale online spagnolo Público. eldiario.es include tra il suo staff gli ex giornalisti di Público dopo la cessazione della sua edizione cartacea. È pubblicato dalla società Diario de Prensa Digital S.L.
eldiario.es pubblica ogni tre mesi una rivista monografica, chiamata Cuadernos.
La pubblicazione è rivolta al target della sinistra accademica. L'allineamento politico è stato descritto come "progressista".